# Миланка Челебић
Миланка Челебић (6. фебруар 1974) је бивша рукометашица из Црне Горе. Са рукометном репрезентацијом Савезне Републике Југославије освојила је бронзану медаљу на Светском првенству 2001. у Италији. Заслужни је спортиста Црне Горе. Игала је за Напредак из Крушевца, Елду из Шпаније, Патрас из Грчке...